# Sjeveroistok
Sjeveroistok  je jedna od sporednih strana svijeta. Nalazi se između sjevera i istoka, a suprotno od jugozapada.
Označava se s 45°.